# Silene laciniata
Silene laciniata es una especie de planta perenne de la familia Caryophyllaceae, nativa del sudoeste de Estados Unidos desde California a Texas y norte de México.

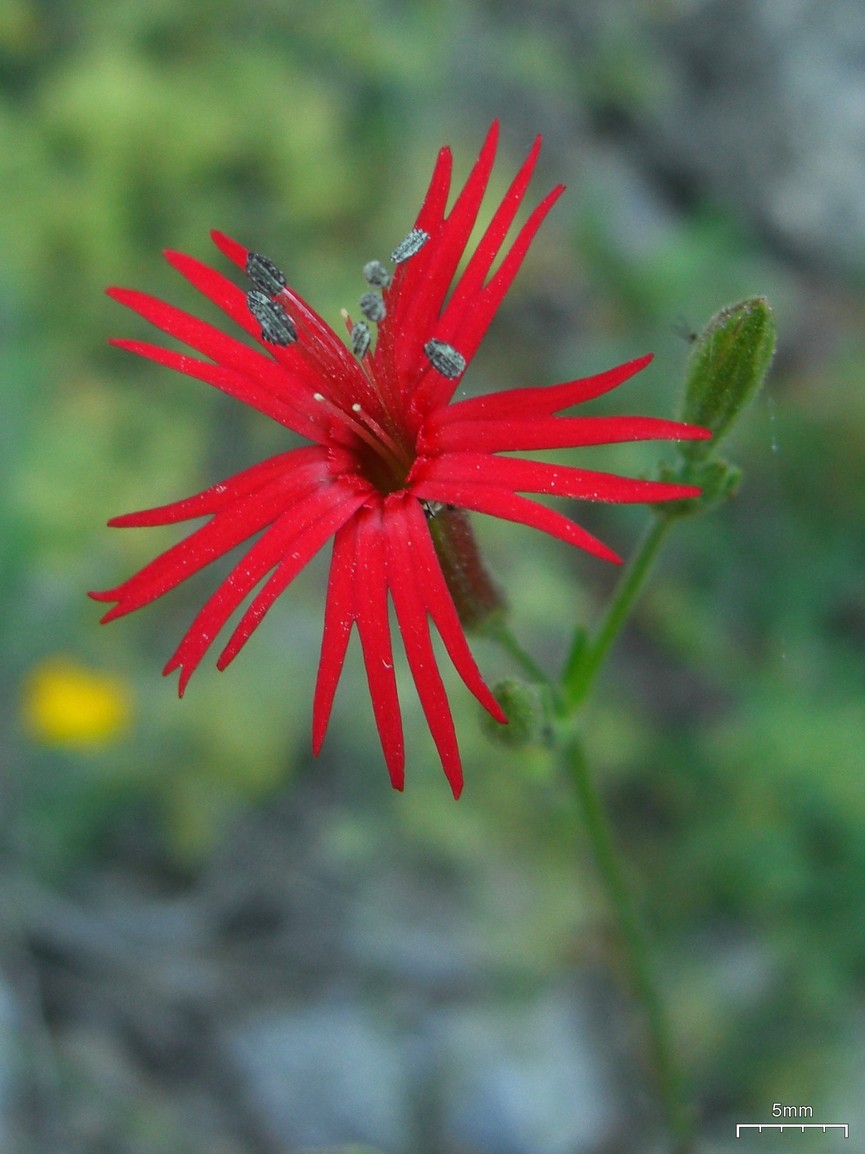
Detalle de la flor

## Descripción
Esta es una hierba perenne que produce uno o más tallos decumbentes o erectgos que pueden sobrepasar el metro de altura. El tallo es esbelto, de ramificación glandular y pegajoso. Las hojas en forma de lanza miden hasta 10 centímetros de largo por 2 de ancho, con otras más pequeñas que ocurren en las partes superiores de la planta. La inflorescencia puede tener una o muchas flores, cada una en un largo pedúnculo. La flor tiene un cáliz tubular verde o rojizo de condensados sépalos que se alinean con diez venas prominentes. Los cinco pétalos de color rojo brillante están profundamente divididos en 4 a 6 lóbulos largos y puntiagudos, que a veces aparecen flecos.

## Taxonomía
Silene laciniata fue descrita por Antonio José de Cavanilles y publicado en Icones et Descriptiones Plantarum 6: 44, pl. 564. 1801.
Etimología
El nombre del género está ciertamente vinculado al personaje de Sileno (en griego Σειληνός; en latín Sīlēnus), padre adoptivo y preceptor de Dionisos, siempre representado con vientre hinchado similar a los cálices de numerosas especies, por ejemplo Silene vulgaris o Silene conica. Aunque también se ha evocado a (Teofrasto via Lobelius y luego Linneo) un posible origen a partir del Griego σίαλoν, ου, "saliva, moco, baba", aludiendo a la viscosidad de ciertas especies, o bien σίαλος, oν, "gordo", que sería lo mismo que la primera interpretación, o sea, inflado/hinchado.
laciniata; epíteto latino que significa "con cortes profundos".
Variedades
1. Silene laciniata subsp. brandegeei
2. Silene laciniata subsp. californica
3. Silene laciniata subsp. greggii
4. Silene laciniata subsp. laciniata

Sinonimia
- Melandrium laciniatum (Cav.) Rohrb.

subsp. californica (Durand) J.K. Morton
- Melandrium californicum (Durand) Rohrb.
- Silene californica Durand

subsp. greggii (A. Gray) C.L. Hitchc. & Maguire
- Melandrium laciniatum var. greggii (A. Gray) Rohrb.
- Silene greggii A. Gray

subsp. laciniata
- Lychnis pulchra Schltdl. & Cham.
- Silene allamannii Otth ex DC.
- Silene pulchra Torr. & A. Gray
- Silene simulans Greene[3]